# 蔣家旻
蔣家旻（英語：Angel Chiang Ka Man，1989年11月10日—），出身於中華人民共和國廣東省的香港女演員及節目主持，現為無綫電視經理人合約藝人，曾先後在2020年及2022年《萬千星輝頒獎典禮》奪得「飛躍進步女藝員」獎及「最佳女配角」獎。

## 簡歷
蔣家旻原籍福建，為家中獨女，1989年生於廣東深圳，6歲隨家人移民到香港。父親從事物流，母親是職業女性。「蔣家旻」這個名字是其小五（10至11歲）起才開始使用。她畢業於柴灣角天主教小學（2002年第19屆小六）和仁濟醫院林百欣中學（2007年第24屆中五）。
2006年，蔣家旻報名參加無綫電視演藝新晉推廣計劃「TVbeople」的徵選活動，最終成功入選並獲得無綫電視的演藝合約，是八名入選者當中唯一的女性，自此正式展開演藝生涯。蔣家旻加入無綫電視後很快獲得出演劇集的機會，不過初期演出的都是一些閒角。與此同時，她也加入第22期無綫電視藝員訓練班。其後她曾五度飾演劇集女主角的少女時期，其中以《天與地》飾演佘詩曼年輕版「葉梓恩」而較為人所熟悉。
2012年，蔣家旻先後在處境劇《愛·回家》飾演乖乖女「馬子妮（Tracy）」及台慶劇《大太監》飾演貪錢妓女「曾小釵」而獲得觀眾關注，她在《大太監》的表現更獲其拍檔曹永廉公開讚賞。
2013年9月，蔣家旻首度在電影《第一次不是你》擔任女主角，更憑此電影獲提名第33屆香港電影金像獎「最佳新演員」。2017年12月，她與一眾《愛·回家》受邀拍攝旅遊節目《馬家過聖誕》。節目獲韓國旅遊局安排，深入介紹最新韓國美食、景點及流行文化等。拍攝期間適逢其廿八歲生日，馬家成員為她舉行神秘生日派對。
2020年，蔣家旻在劇集《反黑路人甲》飾演黑道中人「姚清水（水姐）」，她在劇中略帶性感的造型有別於以往乖乖女的角色形象，表現受到觀眾注目，並於《萬千星輝頒獎典禮2020》獲得「飛躍進步女藝員」獎。
2022年，蔣家旻在台慶劇《美麗戰場》演活為求目的而不擇手段的反派角色「鍾家琪（反骨琪）」，演出備受注目，被封為「新世紀賤精」，更被視為《萬千星輝頒獎典禮2022》「最佳女配角」的大熱人選，最終以大熱姿態奪得「最佳女配角」，同時入圍「最受歡迎電視女角色」最後十強。
蔣家旻在近年無綫電視監製黃偉聲及林志華常用演員。

## 圈中好友
蔣家旻與朱千雪、湯洛雯、岑杏賢及張嘉兒份屬好友，五人獲傳媒封為「2Line黨」。另外，她亦因拍攝無綫劇集而與朱敏瀚、劉佩玥、鄧佩儀、陳瀅及陳曉華等份屬好友。

## 感情生活
蔣家旻曾與無綫電視男藝人朱敏瀚交往，於2014年7月兩人已分手數月，但分手後仍保持友好關係。更與圈中多位男藝人傳出緋聞包括麥秋成、羅天宇、敖嘉年、鍾培生和電台DJ Martin林路寶。
2024年公開與認識多年的電視台高層交往。
於2024年9月與電視台高層男友周永基在日本輕井澤完婚。

## 演出作品

### 電視劇
| 首播           | 劇名                     | 角色                                   |
| 無綫電視       |                          |                                        |
| 2007年         | 同事三分親               | 秘 書（第310集）                       |
| 2007年         | 同事三分親               | 記 者（第357集）                       |
| 2007年         | 森之愛情                 | Angel（第3集）                         |
| 2007年         | 森之愛情                 | 何敏朋友（第6集）                      |
| 2008年         | 疑情別戀                 | 方卓盈（盈盈）                         |
| 2008年         | 尖子攻略                 | 模特兒                                 |
| 2008年         | 溏心風暴之家好月圓       | Christine                              |
| 2008年         | 東山飄雨西關晴           | 何瑞金（少年）                         |
| 2008年         | 畢打自己人               | Cosplay 首領（第26集）                 |
| 2008年         | 畢打自己人               | 鍾溫繼好（少年）（第240集）            |
| 2008年         | Click入黃金屋            | 史盈盈（Stephy）                       |
| 2009年         | 學警狙擊                 | 少 女（第27集）                        |
| 2009年         | 巾幗梟雄                 | 康寶琦（青年）                         |
| 2009年         | 老婆大人II               | 法院職員                               |
| 2009年         | 烈火雄心3                | 模型店店員                             |
| 2009年         | 宮心計                   | 柳若詩                                 |
| 2010年         | 老公萬歲                 | 藥廠職員                               |
| 2010年         | 鐵馬尋橋                 | 榮芷悠                                 |
| 2010年         | 飛女正傳                 | 新娘姊妹                               |
| 2010年         | 談情說案                 | Ida                                    |
| 2010年         | 情越雙白線               | 魏珊珊                                 |
| 2010年         | 巾幗梟雄之義海豪情       | 梅蘭香（少年）                         |
| 2010年         | 刑警                     | 模特兒                                 |
| 2010年         | 天天天晴                 | CoCo                                   |
| 2011年         | 誘情轉駁                 | 女 兒                                  |
| 2011年         | 魚躍在花見               | 記 者                                  |
| 2011年         | 洪武三十二               | 小 麗                                  |
| 2011年         | 點解阿Sir係阿Sir         | 林麗香（Yumi）                         |
| 2011年         | 誰家灶頭無煙火           | 岑貝兒（青年）                         |
| 2011年         | 真相                     | BoBo（第8－10集）                      |
| 2011年         | 紫禁驚雷                 | 可 兒                                  |
| 2011年         | 法證先鋒III              | 殷紫如（Apple）                        |
| 2011年         | 萬凰之王                 | 後宮妃子                               |
| 2011年         | 天與地                   | 葉梓恩（Yan）（青年）                  |
| 2012年         | On Call 36小時           | 病 人                                  |
| 2012年         | 當旺爸爸                 | 貝 兒                                  |
| 2012年         | 拳王                     | 不良青年                               |
| 2012年         | 護花危情                 | 瑩                                     |
| 2012年         | 飛虎                     | 馮芷晴                                 |
| 2012年         | 回到三國                 | 雪 雁                                  |
| 2012年         | 造王者                   | 惠 蘭                                  |
| 2012年         | 大太監                   | 曾小釵（第7集）                        |
| 2012-2015年    | 愛·回家 (第一輯)         | 馬子妮（Tracy）                        |
| 2013年         | 金枝慾孽貳               | 紫 鵑                                  |
| 2013年         | 熟男有惑                 | 紫羅蘭（青年）                         |
| 2015年         | 愛·回家 (第二輯)         | 馬子妮（Tracy）                        |
| 2016年         | 警犬巴打                 | 黎淑芬（Fanny）                        |
| 2016年         | 廉政行動2016             | 麥熙文（Ann）                          |
| 2017年         | 踩過界                   | 何淑淇（Suki）                         |
| 2017年         | 雜警奇兵                 | 萬悠悠                                 |
| 2017年         | 誇世代                   | 楊紫惠                                 |
| 2018年         | 果欄中的江湖大嫂         | 陳潔芳                                 |
| 2019年         | 十二傳說                 | 顧盼倩（Emily）                        |
| 2020年         | 反黑路人甲               | 姚清水（水姐）                         |
| 2020年         | 香港愛情故事             | 莫少霞（青年）                         |
| 2020年         | 踩過界II                 | 何淑淇（Suki）                         |
| 2021年         | 一笑渡凡間               | 程玉萍                                 |
| 2021年         | 欺詐劇團                 | 李莎莎                                 |
| 2021年         | 換命真相                 | 歐陽家純（Alice）                      |
| 2022年         | 雙生陌生人               | 甘嘉苓（Skylar）                       |
| 2022年         | 美麗戰場                 | 鍾家琪（琪琪、反骨琪）→ 周家琪（Katy） |
| 2022年至2023年 | 愛·回家之開心速遞        | 錢 （Gaga）                            |
| 2024年         | 反黑英雄                 | 阿婷                                   |
| 2024年         | 法證先鋒VI：倖存者的救贖 | 吉岡櫻子                               |
| 未播映         | 非常檢控觀               | 龐善昱                                 |
| 未播映         | 巨塔之后                 |                                        |
| 邵氏兄弟       |                          |                                        |
| 2022年         | 飛虎之壯志英雄           | 許若紅                                 |

### 電影
| 首映   | 電影名                          | 角色           |
| 2011年 | 勁抽福祿壽                      | 林丁丁（青年） |
| 2011年 | 我愛HK開心萬歲                  | 瘦身公司職員   |
| 2013年 | 第一次不是你                    | 鄺美寶         |
| 2013年 | 溝女不離三兄弟                  | 謝美金         |
| 2020年 | 戀戀季節 - 冬至篇（音樂微電影） | 雯 雯          |
| 2024年 | 不是你不愛你                    | 阿玲           |

### 電視節目
| 首播           | 節目名                                          | 備註         |
| 香港電台電視部 |                                                 |              |
| 2006年         | 過渡青春                                        | 飾 Angel     |
| 無綫電視       |                                                 |              |
| 2007年         | 愚樂I Love U Summer                             |              |
| 2007年         | 開森玩家                                        |              |
| 2008年         | 食到篤、問到篤                                  | 第二節為食妹 |
| 2008年         | 頑遊關西                                        | 主持         |
| 2010年         | 健康奇案錄                                      | 主持         |
| 2011年         | 香港玄案                                        | 調查員       |
| 2012年         | 千奇百趣高B班                                   |              |
| 2014年         | Go! Yama Girl                                   | 主持         |
| 2014年         | 山系女行Yama Girl                               | 主持         |
| 2014年         | 尋謎博物館                                      | 主持         |
| 2015年         | Think Big 天地                                  |              |
| 2015年         | 3日2夜（第一輯）                                | 主持         |
| 2016年         | 3日2夜（第一輯）                                | 主持         |
| 2016年         | Sunday好戲王                                    |              |
| 2017年         | 馬家開飯                                        | 主持         |
| 2017年         | 千奇百趣特工隊                                  |              |
| 2017年         | 最緊要好好玩 消暑版                             |              |
| 2017年         | 終極街頭魔法王                                  |              |
| 2017年         | 馬家過聖誕                                      | 主持         |
| 2018年         | Ben Sir睇樓團                                   |              |
| 2018年         | 濫用公屋事件簿                                  | 與鄺潔楹主持 |
| 2018年         | 肥媽優質食好D                                   |              |
| 2018年         | 慶祝澳門回歸祖國十九周年 2018澳門國際幻彩大巡遊 | 主持         |
| 2019年         | 慈善星輝仁濟夜                                  |              |
| 2019年         | 3日2夜（第二輯）                                | 主持         |
| 2019年         | 2019國泰航空新春國際匯演之夜                    |              |
| 2019年         | 3日2夜（第三輯）                                | 主持         |
| 2019年         | 眼睛去旅行                                      | 主持         |
| 2019年         | 跨跨跨世代                                      | 主持         |
| 2019年         | 識玩旅行團（第二輯）                            | 主持         |
| 2019年         | 血拼全世界                                      | 主持         |
| 2019年         | 蒲·世界                                         | 主持         |
| 2022年         | 仁濟心                                          | 主持         |
| 2022年         | 45日環遊日本                                    | 主持         |

### 音樂錄像
| 年份   | 歌曲                  | 歌手           |
| 2008年 | 櫻花樹下（TVB版本）   | 張敬軒         |
| 2010年 | Your Love（TVB版本）  | 周志文、周志康 |
| 2011年 | 憑甚麼愛你（TVB版本） | 洪卓立         |
| 2012年 | 夜半敲門              | 馮允謙         |

### 電台訪問
- 2022年10月3日：商業電台《一圈圈》（與葉念琛、劉佩玥）

## 獎項及提名

### 萬千星輝頒獎典禮
| 年份   | 獎項                    | 劇集                                         | 角色     | 結果     |
| ------ | ----------------------- | -------------------------------------------- | -------- | -------- |
| 2020年 | 飛躍進步女藝員          | 《反黑路人甲》 《香港愛情故事》 《踩過界II》 | 不適用   | 獲獎     |
| 2020年 | 最佳女配角              | 《反黑路人甲》                               | 姚清水   | 提名     |
| 2020年 | 最受歡迎電視女角色      | 《反黑路人甲》                               | 姚清水   | 提名     |
| 2021年 | 最佳女主角              | 《欺詐劇團》                                 | 李莎莎   | 提名     |
| 2021年 | 馬來西亞最喜愛TVB女主角 | 《欺詐劇團》                                 | 李莎莎   | 提名     |
| 2021年 | 最佳女配角              | 《換命真相》                                 | 歐陽家純 | 提名     |
| 2021年 | 最受歡迎電視女角色      | 《換命真相》                                 | 歐陽家純 | 提名     |
| 2022年 | 最佳女配角              | 《美麗戰場》                                 | 鍾家琪   | 獲獎     |
| 2022年 | 最受歡迎電視女角色      | 《美麗戰場》                                 | 鍾家琪   | 最後十強 |
| 2022年 | 最佳女主持              | 《45日環遊日本》                             | 不適用   | 提名     |

### Yahoo! 搜尋人氣大獎
| 年份   | 獎項                   | 作品         | 角色           | 結果    |
| ------ | ---------------------- | ------------ | -------------- | ------- |
| 2022年 | 熱搜本地男女藝人或組合 | 不適用       | 不適用         | 頭100位 |
| 2022年 | 人氣票后15強             | 不適用       | 不適用         | 15強    |
| 2022年 | 人氣電視女角色         | 《美麗戰場》 | 鍾家琪／周家琪 | 獲獎    |

## 外部連結
- TVbeople 官方網站 （页面存档备份，存于）
- 蔣家旻的Facebook專頁
- 蔣家旻的新浪微博
- 蔣家旻的Instagram帳戶
- 蔣家旻在香港影庫上的簡介

- 蔣家旻圖片集  （页面存档备份，存于） （页面存档备份，存于）